# Thiên đường tội lỗi
Sawan Biang (tên tiếng Thái: สวรรค์เบี่ยง, tên Tiếng Việt: Thiên đường tội lỗi) là bộ phim truyền hình Thái Lan đạt ratings cao nhất của đài CH3 năm 2008. Bộ phim làm lại phiên bản năm 1970 cùng tên cũng là phiên bản thứ sáu của bộ phim 2008. Bộ phim giúp cặp diễn viên chính Theeradej Wongpuapan và Ann Thongprasom đoạt giải Nam/Nữ diễn viên xuất sắc nhất Top Star Awards năm 2008.

## Nội dung
Vốn đem lòng cảm mến chàng công tử nhà giàu Kawee thời trung học, Leela (chị gái Narin) mạnh miệng bày tỏ tình cảm với Kawee nhưng bất ngờ bị anh làm bẽ mặt. 5 năm sau, khi Leela chuẩn bị về nhà chồng thì vị hôn phu của cô qua đời vì bị ông Kid - cha của Kawee - lái xe đụng phải. Sau biến cố ấy, ông Kid thường xuyên qua lại thăm hỏi Leela rồi dần nảy sinh tình cảm và muốn cưới cô làm vợ. Đau đớn khôn nguôi trong hiện tại xen lẫn nỗi hận thời trẻ khiến Leela cho rằng bi kịch của đời mình đều do cha con ông Kid gây ra. Cô quyết định kết hôn không tình yêu với cha của Kawee để trả thù.
Trở thành mẹ kế của Kawee, Leela đưa cả gia đình đến ở cùng khiến Kawee rất tức tối. Anh liên tục tìm cách trút giận lên Narin. Thậm chí, trong cơn giận dữ vì bị Leela bày trò khiến cha con bất hòa nặng nề, Kawee đang tâm bắt cóc Narin và xâm hại cô. Narin ngây thơ, vô tội bỗng dưng phải gánh chịu đòn trả thù khủng khiếp từ Kawee. Nhưng vì gia đình, Narin nhẫn nhịn im lặng, chịu đựng những áp bức của Kawee mà không ngờ điều đó lại khiến chị gái của mình ghen tức. Tom luôn ở bên cạnh an ủi cô. Tom là người đàn ông tốt, yêu thầm Narin từ lâu.
Đến khi Leela bị lật tẩy bản chất khiến ông Kid lên cơn đau tim qua đời, Narin mới nhất quyết rời bỏ nơi đã khiến cô chịu nhiều tổn thương. Khi đó, Narin phát hiện mình đang mang thai nhưng một mực phủ nhận đứa bé là con của Kawee. Lúc này, Kawee mới cảm thấy hối hận và nhận ra tình yêu bấy lâu anh dành cho Narin. Anh quyết tâm lên đường tìm cô để chứng minh tình cảm chân thành, bất chấp việc bị Narin xua đuổi và không chấp nhận tha thứ...

## Diễn viên
- Ann Thongprasom (Ann) vai Narin (Rin)
- Theeradej Wongpuapan vai Kawee "Wee" Warrawat
- Natharika Thamapreedanan vai Leela "Lee" - Worawath (chị gái Narin)
- Louis Scott vai Pawan (Tom)
- Janesuda Parnto vai Patrapapa (Pat)
- Dilok Thong wattana vai Kid (bố Kawee)
- Nithichai YotAmornSunthorn (Yuan) vai Supajit (Sam)
- Chotiros Kaewpinit
- Boromwuti Hiranyatithi
- Thitinun Suwansuk vai Jate (chồng sắp cưới qua đời của Leela)
- Panchanida Seesaamram vai Fey (bồ cũ của Wee)
- Deuantem Salitul vai mẹ Narin

## Đánh giá và đón nhận
Mang đến câu chuyện vừa gây cấn lại giàu ý nghĩa về tình yêu. "Thiên đường tội lỗi" không chỉ liên tiếp được vinh danh Phim truyền hình hay nhất năm ở các giải thưởng TV Pool, Sắc màu giải trí mà còn lọt vào danh sách những bộ phim có tỷ suất người xem hàng đầu của Thái, với con số lên đến 25% vào thời điểm phát sóng. Phim cũng được các "mọt" phim Thái trên khắp châu Á yêu mến đồng thời cũng là một trong những tác phẩm xứ chùa Vàng có vị trí vững chắc trong lòng hâm mộ nước ngoài.

## Ca khúc nhạc phim
- Sin Sood Suk Tee / สิ้นสุดสักที - Panadda Ruengwut
- Jood On Kong Chan Yoo Tee Hua Jai / จุดอ่อนของฉันอยู่ที่หัวใจ - Pongsak Rattanapong

## Giải thưởng
| Năm  | Giải                          | Hạng mục                                  | Đề cử                    | Kết quả   |
| ---- | ----------------------------- | ----------------------------------------- | ------------------------ | --------- |
| 2008 | 23rd Golden Television Awards | Outstanding Actor                         | Ken Theeradeth Wonpuapan | Đoạt giải |
| 2008 | 23rd Golden Television Awards | Outstanding Supporting Actor              | Dilok Thong Wattana      | Đoạt giải |
| 2008 | 23rd Golden Television Awards | Outstanding Director                      | Amaiporn Jitmaingong     | Đoạt giải |
| 2008 | 23rd Golden Television Awards | Outstanding Actress                       | Ann Thongprasom          | Đề cử     |
| 2008 | 8th Top Awards                | Best Director                             | Amaiporn Jitmaingong     | Đoạt giải |
| 2008 | 8th Top Awards                | Best Drama Series                         | Sawan Biang              | Đề cử     |
| 2008 | 8th Top Awards                | Best Actor in a Drama Series              | Ken Theeradeth Wonpuapan | Đoạt giải |
| 2008 | 8th Top Awards                | Best Actress in a Drama Series            | Ann Thongprasom          | Đoạt giải |
| 2008 | Siam Dara                     | Best Supporting Actress in a Drama Series | Natharika Thamapreedanan | Đoạt giải |
| 2008 | Siam Dara                     | Best Actress in a Drama Series            | Ann Thongprasom          | Đoạt giải |
| 2008 | Siam Dara                     | Best Actor in a Drama Series              | Ken Theeradeth Wonpuapan | Đoạt giải |
| 2008 | 7th Star Entertainment Awards | Best Leading Actress                      | Ann Thongprasom          | Đoạt giải |
| 2008 | 7th Star Entertainment Awards | Best Leading Actor                        | Ken Theeradeth Wonpuapan | Đề cử     |
| 2008 | 6th Nation Awards             | Wonderful Actor                           | Ken Theeradeth Wonpuapan | Đoạt giải |
| 2008 | 6th Hamburger Award           | Best Supporting Actress                   | Natharika Thamapreedanan | Đoạt giải |
| 2008 | Colorful Entertainment Award  | Best Director                             | Amaiporn Jitmaingong     | Đoạt giải |
| 2008 | Colorful Entertainment Award  | Best Drama Series                         | Sawan Biang              | Đoạt giải |
| 2008 | Colorful Entertainment Award  | Best Actress                              | Ann Thongprasom          | Đoạt giải |
| 2008 | Colorful Entertainment Award  | Best Actor                                | Ken Theeradeth Wonpuapan | Đoạt giải |
| 2008 | TV Pool Awards                | Best Drama Series of the Year             | Sawan Biang              | Đoạt giải |

## Phiên bản trước
Thiên đường tội lỗi được chuyển thể không ít lần, với 1 bản điện ảnh và 5 bản truyền hình. Tác giả của Thiên đường tội lỗi - Kritsana Asoksin, cũng là tác giả của nhiều tiểu thuyết được chuyển thể khác như Mối tình đầu [Mia Luang], Đôi cánh vàng [Pik thong], Trái tim không ngủ yên [Badarn jai],..

### Bản điện ảnh
- 1970 - Mitr Chaibancha và Petchara Chaowarat

Mitr và Petchara đều là những diễn viên nổi tiếng vào thời kỳ vàng son của điện ảnh Thái, cùng nhau hợp tác trong hơn 150 tác phẩm. Tuy nhiên, bản điện ảnh này lại không thật sự nổi bật vì khán giả thời kì bấy giờ không thích dạng nam chính xấu xa.
Petchara được mệnh danh là Nữ diễn viên với đôi mắt mật ong [đôi mắt đẹp]. Tuy nhiên, từ khoảng 1972, mắt bà bắt đầu có vấn đề do tiếp xúc với ánh sáng mạnh khi đóng phim cũng như phải diễn cảnh khóc liên tục. Vì bận rộn làm việc mà không có thời gian chăm sóc bệnh tình nên mắt bà gần như bị mù. Sau 30 năm im hơi lặng tiếng, cuối cùng Petchara cũng nhận lời phỏng vấn cho chương trình của Woody vào năm 2009.
Mitr qua đời vào năm 1970 do rớt từ máy bay trực thăng khi đang đóng phim. Sự ra đi của ông trong thời kì đỉnh cao sự nghiệp để lại rất nhiều tiếc nuối cho người hâm mộ. Petchara từng nói, dù sau bao nhiêu năm, bà vẫn nhớ đến Mitr, một người đồng nghiệp, một người anh trai thân thiết luôn bảo vệ chăm sóc bà.

### Bản truyền hình
- 1971 [đài CH4] - Sayan Chantharawibun và Nanthawan Mek-yai
- 1976 [đài CH9] - Atsawin Rattanapracha và Deuantem Salitul

Sự thể hiện xuất sắc một Nalin nội nhu ngoại cương đã đưa tên tuổi của Deuantem lên hàng ngôi sao. Đồng thời, sự hợp tác ăn ý của Atsawin và Deuantem giúp hai người trở thành cặp đôi màn ảnh, tiếp tục hợp tác trong tác phẩm tiếp theo.
- 1988 [đài CH7] - Yuranant Pamomontri và Monrudee Yamaphai

Bản 1988 tuy không hẳn là xuất sắc nhưng Yuranant và Monrudee vẫn được nhận xét là đã thể hiện tròn vai hai nhân vật chính.
Yuranant là một trong những diễn viên chuyển hướng sang lĩnh vực chính trị. Cầm trong tay bằng Cử nhân và Thạc sĩ Khoa học chính trị của hai trường đại học danh tiếng của Thái, cũng như từng theo học chương trình Tiến sĩ tại trường đại học Eastern Asia, Yuranant từng là thành viên Quốc hội và nắm giữ chức vụ Cố vấn Bộ trưởng bộ giáo dục.
- 1998 [đài CH7] - Brook Danuporn và Kob Suvanant

Brook và Kob được nhận xét là trông trẻ hơn so với hai nhân vật chính trong truyện. Kawee của Brook có vẻ chưa đủ đáng ghét và Nalin của Kob có đôi chút mạnh mẽ quá mức. Ngoài đời, Brook và Kob đã kết hôn sau hơn 10 năm yêu nhau. Hiện cả hai có một tổ ấm hạnh phúc với một trai một gái.
- 2008 [đài CH3] - Ken Teeradeth và Anne Thongprasom

Một điểm thú vị của bản 2008 là nữ diễn viên Deuantem từng là người đảm nhận vai Nalin trong bản truyền hình năm 1976, đã "lên chức" mẹ trong bản 2008.
Nhìn chung, kịch bản của bản 2008 được chỉnh sửa cho thêm phần kịch tính, dù vấp phải nhiều ý kiến trái chiều. Deuantem từng phát biểu rằng phiên bản 2008 có nhiều cảnh tình cảm và cảnh bạo lực hơn, dù bị phê bình nhưng cũng để góp phần cho phim thêm cao trào. Bản phim cũ dù ít cảnh bạo lực hơn thì cũng vẫn bị phê bình.
Ngoài ra, Thiên đường tội lỗi cũng được Trung làm lại, với tựa phim là Yêu rồi thương rồi [戀了愛了/ Lian le ai le], do Nghiêm Khoan và Đỗ Nhược Khê đóng chính. Tuy chi tiết có phần thay đổi, nhưng khán giả vẫn có thể nhận ra khung sườn của truyện gốc trong bộ phim.